# Kenji Nomura
Kenji Nomura (乃村 健次 Nomura Kenji, 23 de julio de 1970, Prefectura de Okayama) es un seiyū japonés. Ha participado en series como Genshiken, Beelzebub, Bleach y One Piece, entre otras. Está afiliado a Aksent.

## Roles interpretados

### Series de Anime
1997
- Kindaichi Shounen no Jikenbo como Mikihiko Nyakuoji y Toshiro Funaki
- Yume no Crayon Oukoku como Cameleon

1998
- Shadow Skill como Guiss
- Silent Möbius como Sivrovitz
- Trigun como Tills
- Yoshimoto Muchikko Monogatari como Gaganbokausu

1999
- Cybuster como Izaki
- Digimon Adventure como Nanimon
- Eden's Bowy como Garoku
- Ojamajo Doremi como el padre de Hazuki

2001
- Baki the Grappler como Yujiro Hanma
- Digimon Tamers como Babel
- Grappler Baki TV 2 como Yujiro Hanma
- Samurai Girl Real Bout High School como Willard Gates

2002
- Digimon Frontier como Arbormon
- Fortune Dogs como Eiji
- Ghost in the Shell: Stand Alone Complex 2nd GIG como Mihashi
- La Escuela del Terror como Eddy y el Sr. Tigerl
- MegaMan NT Warrior como Duo
- The Twelve Kingdoms como Koukan

2003
- Ashita no Nadja como Rosso
- Bobobo como Tesuikatsu
- Fullmetal Alchemist como Delfino
- Gad Guard como Larry J. Harmony
- Hungry Heart: Wild Striker como Kamata Gohzo
- One Piece como Bobby Funk, Braham, Kuromarimo y Robson
- Papuwa como G, Ginzo y Magic
- Peacemaker Kurogane como Sanosuke Harada
- Zatch Bell! como Faust

2004
- Área 88 como Hans
- Fantastic Children como el padrastro de Kirchner
- Genshiken como Mitsunori Kugayama
- Hikari to Mizu no Daphne como Wong
- Mutsu Enmei Ryu Gaiden: Shura no Toki como Nakamura Hanjirou
- Samurai Champloo como Nobushi
- Tsukuyomi: Moon Phase como Torajirō Midō
- Ultimate Muscle como el Jefe Harabote, Destruction, Harabote Muscle, Tomokazu, el Barón Maximillian, Buffaloman, Scarface y los Adams
- Zipang como Yokichi Kadomatsu

2005
- Gaiking: Legend of Daiku-Maryu como Cherry y Kodor
- Eyeshield 21 como el padre de Komusubi y Makoto Otawara
- Futakoi Alternative como Gen-san
- Gallery Fake como Shinha
- Ginga Densetsu Weed como Hiro y Shoji
- Honey and Clover como Fujiwara Luigi
- Trinity Blood como Gyula Kadar
- Xenosaga: The Animation como Mathews

2006
- Bakumatsu Kikansetsu Irohanihoheto como Kakashi no Keishin
- Gin-iro no Olynssis como Dallas
- Sōkō no Strain como Ben Prophetta Hughes
- Tactical Roar como Kunio Okamachi
- Ultimate Muscle 2 como Buffaloman, Jefe Harabote, Harabote Muscle, Hugo y Pelé

2007
- Bleach como Yammy Llargo
- Devil May Cry: The Animated Series como Brian
- GeGeGe no Kitarō como Kimura
- Genshiken 2 como Mitsunori Kugayama
- Jyūshin Enbu - Hero Tales como Babei, Badei, Baei, Bai y Bashi
- Kissdum: Engage Planet como Roki Demon
- Shigurui como Kamaemon

2008
- Golgo 13 como Falcão
- Gunslinger Girl Il Teatrino como el Mayor Saresu
- Hokuto no Ken - Raoh Gaiden: Ten no Hao como Hakka
- To Aru Majutsu no Index como Touya Kamijou
- Yatterman como el Profesor Scope
- Yes! Pretty Cure 5 Go Go! como Yadokhan
- Zoku Sayonara Zetsubō Sensei como Perry-san

2009
- Anyamaru Tantei Kiruminzū como Tatsurō Komusubi
- Battle Spirits: Shōnen Gekiha Dan como Kazan
- Cross Game como Osamu Akaishi
- Guin Saga como Dodok
- Ristorante Paradiso como Lorenzo

2010
- Battle Spirits: Brave como Kazan
- Ōkami-san to Shichinin no Nakama-tachi como Futoshi Tonda
- SD Gundam Sangokuden Brave Battle Warriors como Cao Cao (Sō Sō) Gundam
- Senkō no Night Raid como Morito Morishima
- To Aru Majutsu no Index II como Touya Kamijou

2011
- Battle Spirits: Heroes como Freddy
- Beelzebub como Shiroyama
- C como Sakamaki
- Cardfight!! Vanguard: Link Joker Hen como Gindō
- Mobile Suit Gundam AGE como Iwark Briar
- Pretty Rhythm Aurora Dream como Ryūtarō Amamiya
- Suite Pretty Cure ♪ como Golem
- Yu-Gi-Oh! ZEXAL como Housaku Yasai

2012
- JoJo's Bizarre Adventure como Santana
- Jormungand como Wilee
- Jormungand Perfect Order como Wilee
- Joshiraku como Usa-sama
- Medaka Box Abnormal como Shigusa Takachiho
- Uchū Kyōdai como Takio Azuma

2013
- BlazBlue Alter Memory como Iron Tager
- Gatchaman Crowds como Aran Kokubun
- Joujuu Senjin!! Mushibugyo como Kagetada Ōgami
- Pretty Rhythm Rainbow Live como Tadashi Morizono
- Red Data Girl como Shingo Nonomura
- Saikyō Ginga Ultimate Zero Battle Spirits como Hashibuto
- Yu-Gi-Oh! 5D's como Demak/Devack

2014
- Akame Ga Kill! como Sten
- Bakumatsu Rock como Otose
- Marvel Disk Wars: The Avengers como Wolverine
- Soredemo Sekai wa Utsukushii como Jaina
- Tokyo Ghoul como Akihiro Kanō

2015
- Arslan Senki como Garshasph
- Tokyo Ghoul √A como Akihiro Kanō

2016
- Drifters como Gilles de Rais
- One Piece como Jack

2017
- Dungeon ni Deai wo Motomeru no wa Machigatteiru Darō ka Gaiden: Sword Oratoria como Gareth Landrock
- Dragon Ball Super como Toppo
- Fate/Apocrypha como Kairi Shishigou

2018
- Golden Kamuy como Tatsuuma Ushiyama
- Gurazeni como Sakota

2019
- Bem como Joel Woods

2024
- Ao no Miburo como Hirayama Gorō

### OVAs
1999
- Legend of the Galactic Heroes como Vittorio di Bertini

2000
- Triangle Heart: Sweet Songs Forever como Jūzō Makishima

2002
- Cosplay Complex como Kuroba-sensei

2003
- Hunter × Hunter: Greed Island como Franklin y Nikkesu
- Pigeon Blood como Khan
- Submarine 707R como Chabatake

2004
- Hunter × Hunter: G.I. Final como Bopobo, Franklin y Nikkesu

2006
- _Summer como Osamu Funada
- Genshiken como Mitsunori Kugayama

2007
- Strait Jacket como Reegs

2008
- Kite Liberator como Ichizō Noguchi

2009
- Valkyria Chronicles como Largo Potter

2010
- Air Gear: Kuro no Hane to Nemuri no Mori -Break on the Sky- como Dontres
- Beelzebub: Hirotta Akachan wa Daimaou!? como Shiroyama
- Mobile Suit Gundam Unicorn como Alec

2012
- Shijō Saikyō no Deshi Ken'ichi como Gusco

### ONAs
2005
- Rean no Tsubasa como Dregan

2006
- Flag como Yan Nickanen

2008
- Ikuze! Gen-san como Genroku Tamura

2012
- Upotte!! como Curly

### Películas
2002
- Digimon Frontier: Revival of the Ancient Digimon como Arbormon
- éX-Driver The Movie como Fitz

2005
- Final Fantasy VII: Advent Children como Loz

2008
- One Piece: Episode of Chopper Plus: Bloom in the Winter, Miracle Cherry Blossom como Kuromarimo

2010
- Ibara no Ou como Ron Portman

2012
- Smile PreCure! Ehon no naka wa minna chiguhagu! como Oni

2013
- Little Witch Academia como Minotaur

2016
- Cyborg 009 Call of Justice (trilogía) como Geronimo Jr./Cyborg 005

2017
- Peacemaker Kurogane como Harada Sanosuke

### CD Drama
- Peacemaker Kurogane como Harada Sanosuke

### Videojuegos
- BlazBlue: Calamity Trigger como Iron Tager (TR-0009)
- Halo 2 como Load Hood
- Kid Icarus: Uprising como Magnus
- Kinnikuman Generations como Buffaloman y Scarface
- Kinnikuman Muscle Generations como Buffaloman y Scarface
- Kinnikuman Muscle Grand Prix como Buffaloman
- Kinnikuman Muscle Grand Prix 2 como Buffaloman y Scarface
- Kinnikuman Muscle Grand Prix MAX como Buffaloman y Scarface
- Kinnikuman Nisei: New Generation Choujins vs. Legend Choujins como Buffaloman
- Lamento - Beyond the Void - como Bardo
- Rockman Rockman/Mega Man Powered Up como
- Metroid: Other M como Anthony Higgs
- PlayStation All-Stars Battle Royale como el Capitán Qwark
- Ratchet and Clank como el Capitán Qwark
- Sonic Riders como Storm the Albatross
- Sonic Riders: Zero Gravity como Storm the Albatross
- The Elder Scrolls V: Skyrim como Ulfric Stormcloak
- Toriko: Ultimate Survival como Torikera
- Valkyrie Profile como Bloodbane y Brahms
- Valkyrie Profile 2: Silmeria como Brahms y Dylan
- League Of Legends como Vel'koz

### Doblaje
- 28 Weeks Later como el General Stone
- Armageddon como Jayotis "Oso" Kurleenbear
- Bee Movie como Ken
- Bring It On como Sparky Polastri
- Cars como Wingo
- Enemigo público como Krug
- Guardianes de la Galaxia como Korath el Perseguidor
- Harvey Beaks como Princess Roberts
- My Gym Partner's a Monkey como Windsor Gorilla
- South Park como el Oficial Barbrady y Randy Marsh
- Superman: la serie animada como Lex Luthor
- Transformers: el lado oscuro de la luna como Hardcore Eddie
- Transformers Prime como C.L., Dai y William "Bill" Fowler